# Ringstabekk (metrostation)
Ringstabekk is een metrostation in de Noorse hoofdstad Oslo. Het station werd geopend op 15 augustus 2011 en wordt bediend door lijn 3 van de metro van Oslo.